# Amaterasu
Amaterasu (kanji: 天照, katakana: アマテラス) o Amateratsu és la dea del Sol en el xintoisme i la mítica avantpassada de la família reial del Japó i fundadora de l'Imperi nipó. El seu nom complet és Amaterasu Ō-Mikami (天照大神) i significa 'deessa gloriosa que brilla en el cel'. En la religió del xintoisme és representada com a l'epítom de la perfecció i és exemple de les qualitats d'intel·ligència, bellesa, fertilitat i puresa.
Ameratsu, juntament amb Tsuki-yomi (déu de la Lluna) i Susano (déu de les tempestes), els principals déus del panteó xintoista, n'és la principal. Nasqué del riu on Izanagi es rentà la brutícia de la seva incursió a l'infern japonès, per tal de cercar la seva esposa Izanami morta, la qual no va poder rescatar. Al santuari del Tse, és on se li ret veneració de manera especial.
Protagonitza el cicle mític Takama no Hara o «Planúria de la Part Alta», on s'enfada amb el seu germà Susano perquè havia deixat de ser benigne i perquè volia tornar amb sa mare a l'inframon. S'oculta dins una cova, i queda el món sumit en l'obscuritat. Aconsegueixen que isca amb l'estratagema de fer una festa fora de la cova divertint-se alhora que deixen un espill i una joia penjats d'una branca d'un arbre.
Segons el mite, envià el seu fill Ninigi a governar el Japó com a reacció al caos.
Actualment, Amaterasu, suprema divinitat solar del xintoisme japonès, és la dea protectora de la nació japonesa; contrasta amb l'aclaparadora majoria de les religions politeistes del món en les quals la divinitat solar era un home.
La mitologia al voltant d'aquesta deessa, segons la historiadora Mallary A. Silva-Grondin, creà un Japó matriarcal on el clan dels Yamato va aparèixer i es dictava un comportament de respecte cap a les dones fins al segle vi.
Va néixer de l'ull esquerre del seu pare.

## Nom
La deessa és anomenada Amaterasu Ōmikami (天照大御神 / 天照大神; Ortografia històrica: あまてらすおほみかみ, Amaterasu Ohomikami; japonès antic: Amaterasu Opomi1kami2) en el Kojiki, mentre que el Nihon Shoki indica les variants següents del seu nom:
- Ōhirume-no-Muchi (大日孁貴; Man'yōgana: 於保比屢咩能武智; ortografia històrica: おほひるめのむち, Ohohirume-no-Muchi; japonès antic: Opopi1rume1-no2-Muti)[9][10]
- Amaterasu Ō(mi)kami (天照大神; ortografia històrica: あまてらすおほ(み)かみ, Amaterasu Oho(mi)kami)[9][10]
- Amaterasu Ōhirume no Mikoto (天照大日孁尊)[9][10]
- Hi-no-Kami (日神; OJ: Pi1-no-Kami2)[9][10]

Es creu que Amaterasu deriva del verb amateru (il·luminar / brillar al cel) (天 ama  cel + 照る teru brillar) combinat amb l'honorífic verb auxiliar  す -su, mentre que Ōmikami significa 'gran august deïtat' (大 ō gran + prefix honorífic 御 mi- + kami). Notablement, Amaterasu a Amaterasu Ōmikami no és tècnicament un nom de la mateixa manera que Susanoo a Susa no O no Mikoto o Ōkuninushi a Ōkuninushi no Kami ho són. Amaterasu És una forma verbal atributiva que modifica el substantiu que la segueix, ōmikami. Aquest epítet és, per tant, molt més transparent semànticament que la majoria dels noms registrats al Kojikii el Nihon Shoki, en el sentit que significa exactament el que significa, sense al·lusions, inferències ni opacitat etimològica, literalment 'La Gran Deessa d'Agost que brilla al cel'. Aquest ús és anàleg al de les clàusules relatives en anglès, només que difereix que les clàusules japoneses es col·loquen davant del substantiu al qual modifiquen. Un altre exemple és l'epítet alternatiu Amateru Kami (Amateru Kami). (天照神, La deessa que brilla al cel), que és una versió plana i no honorífica de Amaterasu Ōmikami, (2) formes alternatives del verb amaterasu utilitzades en altres llocs, per exemple la seva forma continuativa.  amaterashi (天照之) en el Nihon Sandai Jitsuroku, i (3) usos similars de formes verbals atributives en certs epítets, com el Hatsu Kunishirasu Sumeramikoto de l'Emperador Jimmu. (始馭天下之天皇, Sa Majestat que Governa la terra). Existeixen, així i tot, unes certes formes verbals que es tracten com a noms propis, com el terminal negatiu fukiaezu a 'Ugayafukiaezu no Mikoto' (鸕鷀草葺不合尊, Sa altesa, Coberta de manera incompleta amb plomes de corb de mar)
El seu altre nom, Ōhirume, sol entendre's amb el significat de gran dona del sol / diürna. (cf. hiru dia(temps), migdia, de hi sol, dia + 女 me dona, senyora),  encara que etimologies alternatives com gran dona esperit (agafant hi com a esperit) o esposa del sol (suggerit per Orikuchi Shinobu, que va proposar la teoria que Amaterasu va ser concebuda originalment com la consort o sacerdotessa d'una deïtat solar masculina). També s'ha suggerit una possible connexió amb el nom Hiruko (el nen rebutjat pels déus Izanagi e Izanami i un dels germans d'Amaterasu).  A aquest nom s'afegeix l'honorífic muchi, que també es veu en alguns altres teónimos com 'Ō(a)namuchi o 'Michinushi-no-Muchi' (un epítet de les tres deesses Munakata).

## Culte al sol
Amaterasu és considerada una deessa de caràcter amable i compassiva amb els qui l'adoren. Aquesta actitud maternal ve a més perquè, segons els preceptes del sintoisme, és ancestre de tots els emperadors del Japó, per la qual cosa podria dir-se que és la mare de l'imperi i deïtat suprema al país.
Es creu que el seu mirall sagrat Yata no Kagami es guarda en un santuari Naiku, a Ise, com un dels tresors imperials.

## Mitologia de Amaterasu
Segons es compta en el Kojiki, la megami (kami en femení) va néixer de l'ull esquerre de Izanagi quan es purificava després del seu intent fallit de rescatar a Izanami, i de similar manera van néixer els seus germans Susanoo i Tsukuyomi. El Kojiki la descriu com la Megami de la qual emana tota la llum, i en nombroses ocasions es fa al·lusió a ella com la Megami del sol per la calidesa i la compassió per aquells que l'adoren.
La major part dels mites giren entorn d'un incident en el qual la Megami es va quedar tancada en una cova per culpa de les accions del seu germà Susanō. Sumit en un fort estat d'embriaguesa, aquest va arrasar els camps d'arròs de Amaterasu, va omplir tots els seus canals d'irrigació, i va llançar excrements en el seu palau i temples (en una altra versió aquestes accions es van deure a la fúria del déu després de perdre una competició destinada a esmenar el seu descontentament amb el repartiment que el seu pare havia fet de cel, nit i oceans entre els tres germans). La megami li va pregar al seu germà que es detingués, però est la va ignorar i va arribar fins i tot a llançar el cadàver del cavall "celestial" a les seves donzelles, que es trobaven teixint. Les dones van morir a causa de les estelles de fusta que, en trencar-se el teler, van travessar els seus cossos (la majoria de les versions diuen que són els seus òrgans reproductius els que van ser aconseguits per la fusta).
Furiosa, després de veure el cadàver del cavall, Amaterasu es va tancar en la Cova Celestial i la va segellar amb una roca. Com a resultat, el món va quedar sumit en tenebres, i va començar a marcir-se i omplir-se de mals esperits. Els kami-gami (plural de kami) es van reunir enfront de l'entrada buscant una manera de fer-la sortir. El déu de la intel·ligència Omoikane, va idear la manera de fer-la sortir, es van asseure tots entorn de la cova i van col·locar un mirall dirigit a l'entrada. Ama no Uzume, la voluptuosa megami de la dansa, va donar la volta a una banyera i es va posar a ballar sobre ella, marcant el ritme amb els seus passos. Durant la seva dansa, s'aixecava la faldilla i mostrava els pits. La resta de kami-gami feia molt de soroll cridant, rient-se i animant. Amaterasu va decidir donar un cop d'ull a veure què era el que passava, i li va preguntar al que estava més prop de l'entrada. Aquest li va contestar que hi havia una nova megami. Quan Amaterasu va preguntar qui era, aquest va assenyalar al mirall, i aquesta, que mai havia vist el seu reflex, es va quedar absorta en la imatge. Estava tan sorpresa que va exclamar Omo-shiroi, que significa tant blanc rostre com fascinant. Mentre estava distreta, els altres kami-gami van tancar la cova després d'ella, convencent-la per a tornar al Pla Celestial.

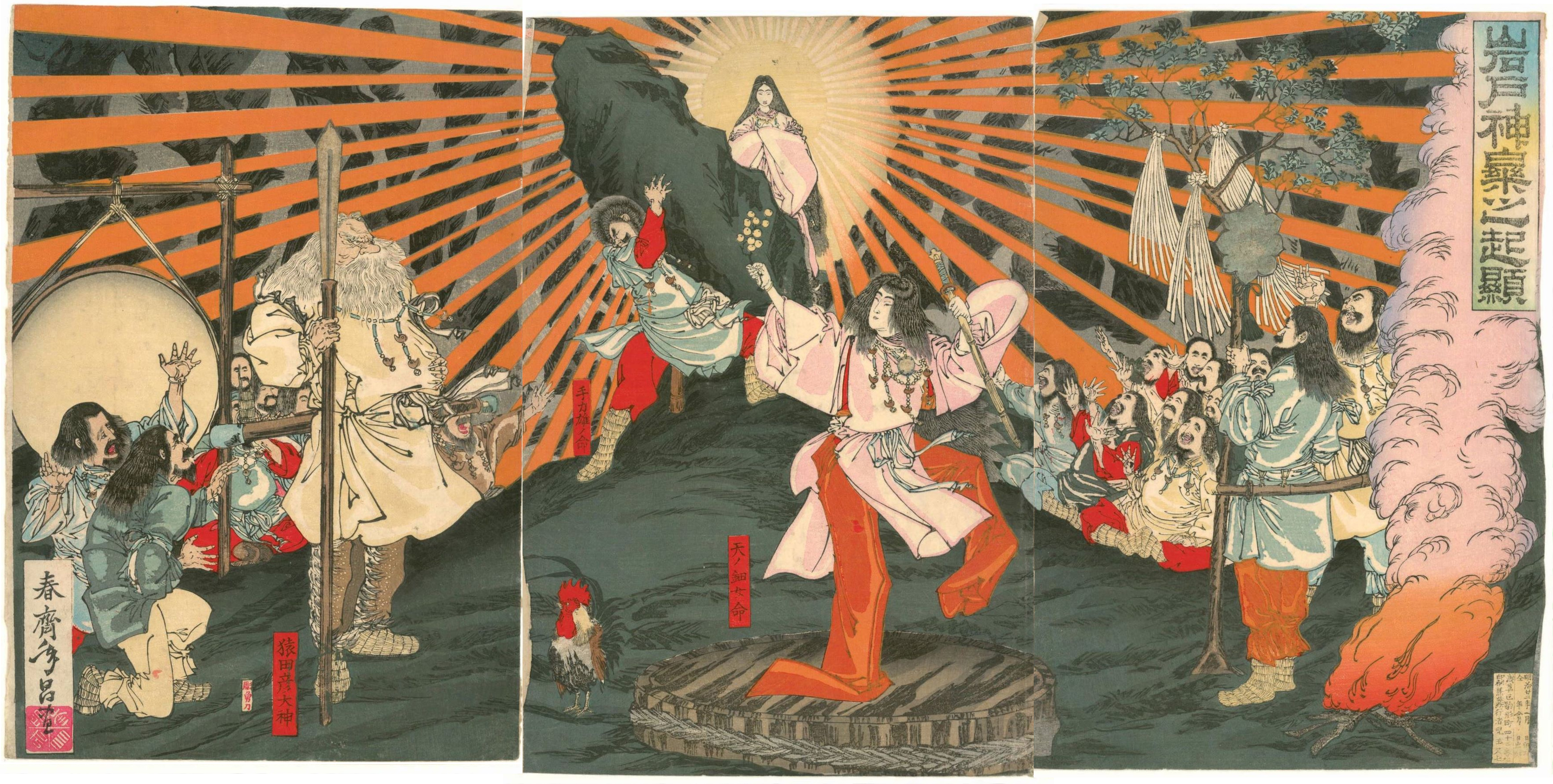
Amaterasu sortint de la cova

Amaterasu va ser enviada de jove a conquistar les Altes Planes del Cel, però aviat va haver d'amagar-se, ofesa davant el comportament del seu germà. Quan va deixar d'amagar-se, va enviar al seu net Ninigi-no-mikoto a pacificar el Japó i va ser el seu besnet Jinmu qui es va convertir en el primer emperador. Aquesta hipotètica fundació de la dinastia imperial japonesa va fomentar la idea nacionalista i imperialista sorgida durant la Restauració Meiji de 1868.
Amaterasu manca d'iconografia. Malgrat això, se'l relaciona amb el "Diví Mirall" al qual es refereix la llegenda de la cova. De fet, quan va manar al seu net a pacificar el Japó, li va donar una espasa, Kusanagi, rebuda com a present del seu germà Susanoo per a tornar al cel, un mirall (aquest), i les joies de la Família Imperial, consistents en la espasa, Kusanagi-no-tsurugi (草薙劍), la joia o collaret de joies Yasakani no magatama (八尺瓊曲玉) i el mirall Yata no kagami (八咫鏡).